# Blastomyces dermatitidis
Blastomyces dermatitidis är en svampart som beskrevs av Gilchrist & W.R. Stokes 1898. Blastomyces dermatitidis ingår i släktet Blastomyces, divisionen sporsäcksvampar och riket svampar.   Inga underarter finns listade i Catalogue of Life.

## Källor

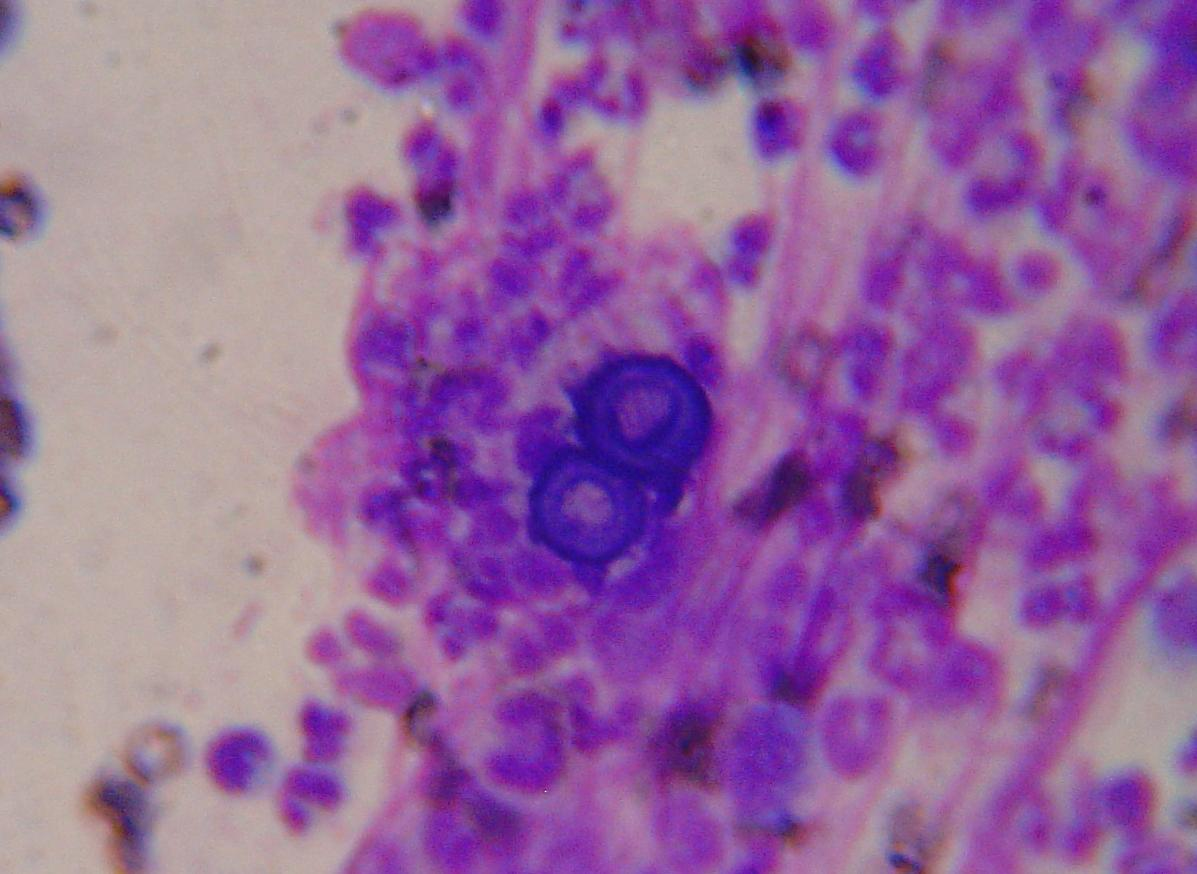